# Camposampiero
Camposampiero – miejscowość i gmina we Włoszech, w regionie Wenecja Euganejska, w prowincji Padwa.
Według danych na rok 2004 gminę zamieszkuje 10 667 osób, 508 os./km².
W miejscowości Camposampiero urodził się włoski piłkarz i wicemistrz świata 1994 Dino Baggio.